# Editoria & Spettacolo
Editoria & Spettacolo di Maximilian La Monica I.i. è una casa editrice italiana nata nel 2001 a Roma per iniziativa di Maximilian La Monica. È specializzata nella pubblicazione di edizioni di teatro e spettacolo.

## Autori
Hanno pubblicato o sono stati pubblicati con Editoria & Spettacolo, tra gli altri, i seguenti autori: Peter Asmussen, Duccio Camerini, Tino Caspanello, Chiara Boscaro e Marco Di Stefano, Horacio Czertok, Angelo Ferracuti, Georges Feydeau, Jon Fosse, Tiziano Fratus, Gabriele Frasca, Vincenzo Frungillo, Katia Ippaso, Angelo Longoni, Manlio Marinelli, Marco Martinelli, Enzo Moscato Laura Pariani, Sergio Pierattini, Paolo Poli, Ferdinand Raimund, Philip Ridley, Paolo Ruffini.

## Collane
Editoria & Spettacolo pubblica le seguenti Collane:
- Antigone (libri di teatro a 360 gradi);
- Canti (poesia e scritture contemporanee);
- disseminazioni (saggistica e testi teatrali);
- È (progetto editoriale dell'Ente Teatrale Italiano);
- faretesto (drammaturgia italiana contemporanea);
- Fuori Collana (contributi collettivi e varia editoria);
- ideAzioni (monografie dedicate ad artisti della scena contemporanea);
- Percorsi (testi teatrali, scritture drammaturgiche, teatro di poesia);
- Programmi di sala;
- ripercorsi (testi teatrali);
- Scritture (antologie di autori europei e di altre culture, monografie italiane, testi del teatro di ricerca, teatro di poesia, testi tematici, scritture sceniche della regia);
- Sguardi di stranieri (fotografia e scrittura);
- Spaesamenti (teatro e danza contemporanei);
- Teatro e dintorni (guida alle arti sceniche);
- Tendenze (approfondimento, saggi monografici, studi di fenomeni contemporanei della scena, guide ragionate ai nuovi linguaggi della ricerca, storie dello spettacolo moderno, tecniche e generazioni della performance, teatri di frontiera, teatri del dialetto, letteratura delle traduzioni);
- Visioni (monografie e saggistica di teatro e spettacolo).

## Altre attività
Editoria & Spettacolo, inoltre, gestisce due portali:
- "Teatro e Dintorni": guida alle arti sceniche, che fornisce informazioni tecniche su teatri, produzioni, festival, servizi tecnici, scuole, etc.;
- "Cultura e Spettacolo": osservatorio integrato dello spettacolo, centro studi di ricerca on-line per lo sviluppo del teatro, dello spettacolo e dell'editoria di settore.

## Premio Fersen
Editoria & Spettacolo, dal 2004 promuove annualmente il Premio "Fersen" per la promozione e diffusione della drammaturgia contemporanea italiana, dedicato ad Alessandro Fersen, nelle sue Sezioni "Opera drammaturgica" e "Monologo".
Dal 2012 si è affiancato il Premio "Fersen" alla regia, per autori, registi, attori e/o compagnie che propongano l'allestimento di uno dei testi vincitori delle passate edizioni del precedente Premio drammaturgico.